# Lilian Bond

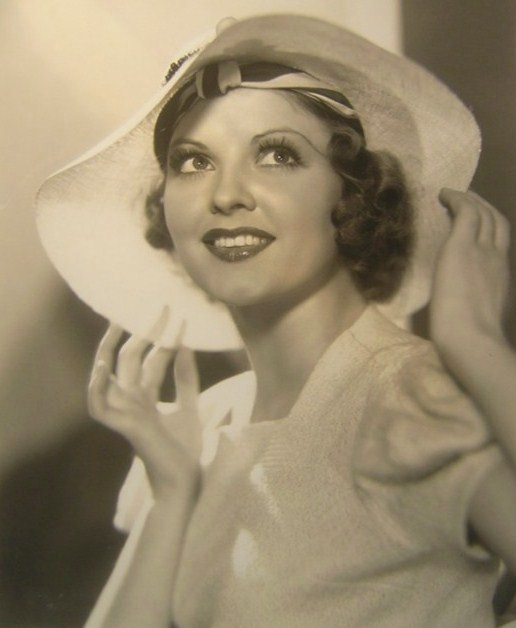
Lilian Bond år 1933.

Lilian Bond, född 18 januari 1908 i London, England, död 25 januari 1991 i Reseda, Los Angeles, Kalifornien, var en brittisk-amerikansk skådespelare. Bond, som blev utnämnd till "WAMPAS Baby Star" 1932, medverkade i ett 50-tal filmer och blev kanske mest känd för sin roll som en annan skådespelare, Lillie Langtry i filmen En västerns riddersman 1940.
Bond ligger begravd på Hollywood Forever Cemetery.

## Filmografi i urval
- 1931 – Tangokavaljeren
- 1932 – Överraskade av natten
- 1935 – Kapten på Singaporelinjen
- 1939 – Kvinnorna
- 1940 – En västerns riddersman
- 1945 – Dorian Grays porträtt
- 1949 – Förmöget folk
- 1952 – De stora träden